# Victor Yoka
Victor Yoka, né le 6 septembre 1998 à Poissy, est un boxeur français évoluant dans les catégories des super welter. Il est le frère de Tony Yoka.
Sélectionné en équipe de France, il n'obtient pas sa qualification pour les Jeux olympiques de Tokyo, éliminé par le Britannique Lewis Richardson.

## Palmarès

### Amateur
- Vice-champion de France 2015 Juniors des poids moyens à Maisnil-lès-Ruitz.
- Vice-champion de France 2018 des poids moyens à Saint-Quentin face à Moreno Fendero[4],[5],[6].

### Professionnel
Le premier combat professionnel de Victor Yoka a lieu le 14 mai 2022 à l'Accor Arena.
Il boxe en catégorie super-welters.
Opposé au boxeur géorgien Gurami Kurtanidze, il remporte le combat par KO dès la première reprise,,.
Le 11 mars 2023, il boxe contre le Bosnien Branislav Malinovic, et remporte le combat aux points par décision unanime des juges,.
Le 09 décembre 2023, il boxe contre le Français Amin Benchia et remporte le combat aux points par décision unanime des juges,,.
Le 15 Mars 2025, il devient champion de France dans la catégorie des super-welter en battant Romain Lehot par décision unanime.

## Médias
De 2021 à 2022, il participe aux deux premières saisons de la série-documentaire CHAMPION(S) sur France.TV qui suit son quotidien et son ascension au sein du pôle boxe de l'INSEP.

## Vidéographie
- [vidéo] Série Documentaire Champion(s), Saison 1 (8 épisodes), France Télévisions, juillet 2021
- « Champions sur France.tv : un rêve olympique, plus fort que tout sur France 2 et France 3 », sur FranceTvPro.fr (consulté le 18 avril 2022).